# کاکل پری (سرده)
کاکل پری (سرده) (نام علمی: Lasiopogon) نام یک سرده از تیره کاسنیان است.